# Lei da diluição de Ostwald
Lei da diluição de Ostwald ou Lei de Ostwald é a relação matemática entre a constante de ionização e o grau de ionização de um eletrólito (ácidos, bases). Foi formulada pelo químico alemão Friedrich Wilhelm Ostwald. A demonstração é bem simples, bastando escrever o quadro das concentrações envolvidas no equilíbrio e calcular a constante de forma usual.
A Lei da diluição de Ostwald é expressa por:
Sendo:
- Ki = constante de ionização
- [C+] = concentração dos cátions
- [A-] = concentração dos ânions
- [CA] = concentração do composto não ionizado ou não dissociado
- M = concentração molar em mol/L
- α = grau de ionização

Se α ≤ 5%, admite-se a seguinte sentença
- {\displaystyle \ K_{i}={M\alpha ^{2}}\!}

pois o resultado de 1 - α ≈ 1